# 法拉格特北站
法拉格特北站（英語：Farragut North Station）位於華盛頓特區，是華盛頓地鐵紅線的車站，也是地鐵最早開通的一批車站之一，更是華盛頓地鐵中流量排行第三的大站，自2006年5月3日之後平均每個工作日有27,200人次進出。站名取自位在車站南邊，以南北戰爭期間美國海軍高階軍官戴維·格拉斯哥·法拉格特（David Glasgow Farragut）為名的法拉格特廣場，因本站位在其北方而得名。車站所在地洽為康乃狄克大道商業區的中心點，兩座出口分別位在L街及K街，L街出口附近有個美食街，美食街內擁有自身通往地表的階梯，在2007年關閉，之後被一座體育中心取代。
法拉格特北站的建築設計在整個地鐵系統中可說是相當的獨特。其中間夾層延伸跨越了月台的大部分，也是最長的一個，在其中段則採取挑高的設計，因此可以看見月台。這種設計類似台北捷運大部分地下車站採用的形式。站內有兩座架高的走道，分別連接不同的電扶梯及出口，還有特殊的拱壁狀結構物支撐著這些中間層延伸至月台上方的部份。此外本站也是華盛頓地鐵深度最淺的車站之一，天花板的高度也較平均來的低。這個天花板之所以採取如此低且扁平的設計，是為了要容納一個計畫通過該區的66 號州際公路市區段地下斜坡道，然而該地下車道從未動工過。
作為定案於2002年9月的首都長程改善計畫的一部分，捷運局已經計畫要建造一座地下人行通道以將本站與法拉格特西站連接起來。

## 車站複合
| G        | 街道層             | 出入口                        |
| M        | 夾層               | 單向閘機、售票機、車站詢問處  |
| P 月台層 | 西行               | 往格羅夫納/涼蔭叢（杜邦圓環） |
| P 月台層 | 島式月台，左側開門 |                               |
| P 月台層 | 東行               | 往銀泉/格蘭蒙特（地鐵中心）   |

## 車站週邊
- 國家地理學會（National Geographic Society）
- 宗徒瑪竇主教座堂（Cathedral of St. Matthew the Apostle）
- 五月花飯店（Mayflower Hotel）
- 全國證券交易商協會（NASD）
- 湯瑪斯富翰中心（Thomas B. Fordham Institute，華府智庫）

## 外部連結
- WMATA: Farragut North Station
- StationMasters Online: Farragut North Station （页面存档备份，存于）
- The Schumin Web Transit Center: Farragut North Station